# 村田貴世
村田 貴世（むらた きよ、1991年9月21日 - ）は、京都府出身の元ハンドボール選手。

## 経歴
2014年に日本ハンドボールリーグの三重バイオレットアイリスへ加入。背番号は「9」。
2016年に広島メイプルレッズへ移籍。背番号は「4」。
2017-18年シーズン限りで広島を退団し、アイスランドのヴァルルへ移籍。

## 詳細情報

### 年度別成績
| 年       | チーム   | 試合 | フィールド 得点 | 率   | 7m  | 合計   | 警告 | 退場 | 失格 |
| -------- | -------- | ---- | --------------- | ---- | --- | ------ | ---- | ---- | ---- |
| 2014-15  | 三重     | 18   | 35/70           | .500 | 0/0 | 35/70  | 3    | 3    | 0    |
| 2015-16  | 三重     | 7    | 3/6             | .500 | 0/0 | 3/6    | 1    | 0    | 0    |
| 2016-17  | 広島     | 18   | 16/28           | .571 | 0/0 | 16/28  | 1    | 2    | 0    |
| 2017-18  | 広島     | 24   | 7/17            | .412 | 0/0 | 7/17   | 0    | 2    | 0    |
| JHL：4年 | JHL：4年 | 67   | 61/121          | .504 | 0/0 | 61/121 | 5    | 7    | 0    |

- 各年度の太字はリーグ最高

### 記録

#### 日本ハンドボールリーグ
- フィールドゴール初得点：2014年10月25日、対北國銀行戦（岩手県営体育館）[4]

### 背番号
- 9 (2014年 - 2016年)
- 4 (2016年 - 2018年)
- 8 (2018年 - 2019年)